# Eparietites
Eparietites es un género extinto de amonites asteroceratinos que habitaron en el Jurásico Inferior, en el Sinemuriense. Las conchas son involutas, espirales posteriores que cubren en su mayor parte las anteriores, comprimidas con lados convergentes y una quilla alta.

## Distribución
Jurásico de Inglaterra.